# Lijst van afleveringen van My Little Pony: Vriendschap is betoverend
Dit is een lijst van afleveringen van de tekenfilmserie My Little Pony: Vriendschap is betoverend.

## Seizoen 1 (2010-2011)
| Nr. | Nr. | Nederlandstalige afleveringstitel | Originele afleveringstitel  | Regie                           | Schrijver(s)                      | Originele uitzenddatum |
| --- | --- | --------------------------------- | --------------------------- | ------------------------------- | --------------------------------- | ---------------------- |
| 1   | 1   | Vriendschap is betoverend, deel 1 | Friendship is magic, part 1 | Jayson Thiessen & James Wootton | Lauren Faust                      | 10 oktober 2010        |
| 2   | 2   | Vriendschap is betoverend, deel 2 | Friendship is magic, part 2 | Jayson Thiessen & James Wootton | Lauren Faust                      | 22 oktober 2010        |
| 3   | 3   | Het extra kaartje                 | The Ticket Master           | Jayson Thiessen & James Wootton | Amy Keating Rogers & Lauren Faust | 29 oktober 2010        |
| 4   | 4   | Appel plukseizoen                 | Applebuck Season            | Jayson Thiessen & James Wootton | Amy Keating Rogers                | 5 november 2010        |
| 5   | 5   | De aftocht van een griffioen      | Griffon the Brush-Off       | Jayson Thiessen & James Wootton | Cindy Morrow                      | 12 november 2010       |
| 6   | 6   | Monsterjagers                     | Boast Busters               | Jayson Thiessen & James Wootton | Chris Savino                      | 19 november 2010       |
| 7   | 7   | Verborgen krachten                | Dragonshy                   | Jayson Thiessen & James Wootton | Meghan McCarthy                   | 26 november 2010       |
| 8   | 8   | Kijk voordat je gaat slapen       | Look Before You Sleep       | Jayson Thiessen & James Wootton | Charlotte Fullerton               | 3 december 2010        |
| 9   | 9   | Roddel en achterklap              | Bridle Gossip               | Jayson Thiessen & James Wootton | Amy Keating Rogers                | 10 december 2010       |
| 10  | 10  | Zwerm van de eeuw                 | Swarm of the Century        | Jayson Thiessen & James Wootton | M.A. Larson                       | 17 december 2010       |
| 11  | 11  | Winter schoonmaak                 | Winter Wrap Up              | Jayson Thiessen & James Wootton | Cindy Morrow                      | 24 december 2010       |
| 12  | 12  | Tijd voor een cutie mark          | Call of the Cutie           | Jayson Thiessen & James Wootton | Meghan McCarthy                   | 7 januari 2011         |
| 13  | 13  | Herfstvrienden                    | Fall Weather Friends        | Jayson Thiessen & James Wootton | Amy Keating Rogers                | 28 januari 2011        |
| 14  | 14  | Geknipt voor succes               | Suited for Success          | Jayson Thiessen & James Wootton | Charlotte Fullerton               | 4 februari 2011        |
| 15  | 15  | Pinkie staat op scherp            | Feeling Pinkie Keen         | Jayson Thiessen & James Wootton | Dave Polsky                       | 11 februari 2011       |
| 16  | 16  | Sonisch regenboog knal            | Sonic Rainboom              | Jayson Thiessen & James Wootton | M.A. Larson                       | 18 februari 2011       |
| 17  | 17  | De blik                           | Stare Master                | Jayson Thiessen & James Wootton | Chris Savino                      | 25 februari 2011       |
| 18  | 18  |                                   | The Show Stoppers           | Jayson Thiessen & James Wootton | Cindy Morrow                      | 4 maart 2011           |
| 19  | 19  | Een honden- en ponyshow           | A Dog and Pony Show         | Jayson Thiessen & James Wootton | Amy Keating Rogers                | 11 maart 2011          |
| 20  | 20  | Groen is niet jouw kleur          | Green Isn't Your Color      | Jayson Thiessen & James Wootton | Meghan McCarthy                   | 18 maart 2011          |
| 21  | 21  | Eerlijk delen                     | Over a Barrel               | Jayson Thiessen & James Wootton | Dave Polsky                       | 25 maart 2011          |
| 22  | 22  | Eén vogel in de hoef              | A Bird in the Hoof          | Jayson Thiessen & James Wootton | Charlotte Fullerton               | 8 april 2011           |
| 23  | 23  | De cutiemarkverhalen              | The Cutie Mark Chronicles   | Jayson Thiessen & James Wootton | M.A. Larson                       | 15 april 2011          |
| 24  | 24  | Eind goed, uil goed               | Owl's Well That Ends Well   | Jayson Thiessen & James Wootton | Cindy Morrow                      | 22 april 2011          |
| 25  | 25  | Feestje voor één                  | Party of One                | Jayson Thiessen & James Wootton | Meghan McCarthy                   | 29 april 2011          |
| 26  | 26  | De mooiste avond ooit             | The Best Night Ever         | Jayson Thiessen & James Wootton | Amy Keating Rogers                | 6 mei 2011             |

## Seizoen 2 (2011-2012)
| Nr. | Nr. | Nederlandstalige afleveringstitel    | Originele afleveringstitel          | Regie                           | Schrijver(s)                                                | Originele uitzenddatum |
| --- | --- | ------------------------------------ | ----------------------------------- | ------------------------------- | ----------------------------------------------------------- | ---------------------- |
| 27  | 1   | De harmonie keert terug - Deel 1     | The Return of Harmony Part 1        | Jayson Thiessen & James Wootton | M.A. Larson                                                 | 17 september 2011      |
| 28  | 2   | De harmonie keert terug - Deel 2     | The Return of Harmony Part 2        | Jayson Thiessen & James Wootton | M.A. Larson                                                 | 24 september 2011      |
| 29  | 3   | Geen les                             | Lesson Zero                         | James Wootton                   | Meghan McCarthy                                             | 15 oktober 2011        |
| 30  | 4   | Maansverduistering                   | Luna Eclipsed                       | Jayson Thiessen                 | M.A. Larson                                                 | 22 oktober 2011        |
| 31  | 5   | De Zussenhoeven Wedstrijd            | Sisterhooves Social                 | James Wootton                   | Cindy Morrow                                                | 5 november 2011        |
| 32  | 6   | De Cutie pokken                      | The Cutie Pox                       | Jayson Thiessen                 | Amy Keating Rogers                                          | 12 november 2011       |
| 33  | 7   | Moge het beste dier winnen           | May the Best Pet Win!               | James Wootton                   | Charlotte Fullerton                                         | 19 november 2011       |
| 34  | 8   | De Mysterieuze Merrie-doet-goed      | The Mysterious Mare Do Well         | Jayson Thiessen                 | Merriwether Williams                                        | 26 november 2011       |
| 35  | 9   | De suite en de elite                 | Sweet and Elite                     | James Wootton                   | Meghan McCarthy                                             | 3 december 2011        |
| 36  | 10  | Overdaad schaadt                     | Secret of My Excess                 | Jayson Thiessen                 | M.A. Larson                                                 | 10 december 2011       |
| 37  | 11  | Familiewaarderingsdag                | Family Appreciation Day             | James Wootton                   | Cindy Morrow                                                | 7 januari 2012         |
| 38  | 12  | Babycakejes                          | Baby Cakes                          | Jayson Thiessen                 | Charlotte Fullerton                                         | 14 januari 2012        |
| 39  | 13  | Een hartverwarmende avond            | Hearth's Warming Eve                | James Wootton                   | Merriwether Williams                                        | 17 december 2011       |
| 40  | 14  | Klaar voor de start                  | The Last Roundup                    | Jayson Thiessen                 | Amy Keating Rogers                                          | 21 januari 2012        |
| 41  | 15  | De Super Snelle Cidercentrifuge 6000 | The Super Speedy Cider Squeezy 6000 | James Wootton                   | M.A. Larson                                                 | 28 januari 2012        |
| 42  | 16  | Lezen en vrezen                      | Read It and Weep                    | Jayson Thiessen                 | Cindy Morrow                                                | 4 februari 2012        |
| 43  | 17  | Harten- en Hoevendag                 | Hearts and Hooves Day               | James Wootton                   | Meghan McCarthy                                             | 11 februari 2012       |
| 44  | 18  | Een stille vriend                    | A Friend in Deed                    | Jayson Thiessen                 | Amy Keating Rogers                                          | 18 februari 2012       |
| 45  | 19  | Je poot stijfhouden                  | Putting Your Hoof Down              | James Wootton                   | Charlotte Fullerton (story) Merriwether Williams (teleplay) | 3 maart 2012           |
| 46  | 20  | Stop de tijd                         | It's About Time                     | Jayson Thiessen                 | M.A. Larson                                                 | 10 maart 2012          |
| 47  | 21  | De zoektocht                         | Dragon Quest                        | James Wootton                   | Merriwether Williams                                        | 17 maart 2012          |
| 48  | 22  | Orkaan Fluttershy                    | Hurricane Fluttershy                | Jayson Thiessen                 | Cindy Morrow                                                | 24 maart 2012          |
| 49  | 23  | Vertrouwelijk Ponystad               | Ponyville Confidential              | James Wootton                   | M.A. Larson                                                 | 31 maart 2012          |
| 50  | 24  | MMMysterie in de vriendschapstrein   | MMMystery on the Friendship Express | Jayson Thiessen                 | Amy Keating Rogers                                          | 7 april 2012           |
| 51  | 25  | Een Canterlot Bruiloft deel 1        | A Canterlot Wedding - Part 1        | Jayson Thiessen & James Wootton | Meghan McCarthy                                             | 21 april 2012          |
| 52  | 26  | Een Canterlot Bruiloft deel 2        | A Canterlot Wedding - Part 2        | Jayson Thiessen & James Wootton | Meghan McCarthy                                             | 21 april 2012          |

## Seizoen 3 (2012-2013)
| Nr. | Nr. | Nederlandstalige afleveringstitel | Originele afleveringstitel  | Regie                           | Schrijver(s)                                        | Originele uitzenddatum |
| --- | --- | --------------------------------- | --------------------------- | ------------------------------- | --------------------------------------------------- | ---------------------- |
| 53  | 1   | Het Kristallen Rijk - deel 1      | The Crystal Empire - Part 1 | James Wootton & Jayson Thiessen | Meghan McCarthy                                     | 10 november 2012       |
| 54  | 2   | Het Kristallen Rijk - deel 2      | The Crystal Empire - Part 2 | James Wootton & Jayson Thiessen | Meghan McCarthy                                     | 10 november 2012       |
| 55  | 3   | Te Veel Pinkie Pies               | Too Many Pinkie Pies        | Jayson Thiessen                 | Dave Polsky                                         | 17 november 2012       |
| 56  | 4   | Een Rotte Appel                   | One Bad Apple               | James Wootton                   | Cindy Morrow                                        | 24 november 2012       |
| 57  | 5   | Toverduel                         | Magic Duel                  | Jayson Thiessen                 | M.A. Larson                                         | 1 december 2012        |
| 58  | 6   | Slapeloze Nachten                 | Sleepless in Ponyville      | James Wootton                   | Corey Powell                                        | 8 december 2012        |
| 59  | 7   | Wonderbolts Academy               | Wonderbolts Academy         | Jayson Thiessen                 | Merriwether Williams                                | 15 december 2012       |
| 60  | 8   | Beestachtige Bende                | Just for Sidekicks          | James Wootton                   | Corey Powell                                        | 26 januari 2013        |
| 61  | 9   | Familie Appel Reünie              | Apple Family Reunion        | Jayson Thiessen                 | Cindy Morrow                                        | 22 december 2012       |
| 62  | 10  | Spike Tot Uw Dienst               | Spike at Your Service       | James Wootton                   | Dave Polsky (story) Merriwether Williams (teleplay) | 29 december 2012       |
| 63  | 11  | Een Nieuwe Vriend                 | Keep Calm and Flutter On    | Jayson Thiessen                 | Teddy Antonio (story) Dave Polsky (teleplay)        | 19 januari 2013        |
| 64  | 12  | Op Het Verkeerde Paard Gewed      | Games Ponies Play           | James Wootton                   | Dave Polsky                                         | 9 februari 2013        |
| 65  | 13  | Het Wonder van Vriendschap        | Magical Mystery Cure        | Jayson Thiessen                 | M.A. Larson                                         | 16 februari 2013       |

## Seizoen 4 (2013-2014)
| Nr. | Nr. | Nederlandstalige afleveringstitel           | Originele afleveringstitel       | Regie                        | Schrijver(s)                         | Originele uitzenddatum |
| --- | --- | ------------------------------------------- | -------------------------------- | ---------------------------- | ------------------------------------ | ---------------------- |
| 66  | 1   | Prinses Twilight Sparkle - deel 1           | Princess Twilight - Part 1       | Jayson Thiessen & Jim Miller | Meghan McCarthy                      | 23 november 2013       |
| 67  | 2   | Prinses Twilight Sparkle - deel 2           | Princess Twilight - Part 2       | Jayson Thiessen & Jim Miller | Meghan McCarthy                      | 23 november 2013       |
| 68  | 3   | Kasteelwaanzin                              | Castle-Mania                     | Jayson Thiessen & Jim Miller | Josh Haber                           | 30 november 2013       |
| 69  | 4   | Durfal Do en de Ring der Doem               | Daring Don't                     | Jayson Thiessen & Jim Miller | Dave Polsky                          | 7 december 2013        |
| 70  | 5   | Op naar de finish                           | Flight to the Finish             | Jayson Thiessen & Jim Miller | Ed Valentine                         | 14 december 2013       |
| 71  | 6   | Power Pony's                                | Power Ponies                     | Jayson Thiessen & Jim Miller | Charlotte Fullerton & Betsy McGowen  | 21 december 2013       |
| 72  | 7   | Vleerhonden                                 | Bats!                            | Jayson Thiessen & Jim Miller | Merriwether Williams                 | 28 december 2013       |
| 73  | 8   | Rarity verovert Maanhattan                  | Rarity Takes Manehattan          | Jayson Thiessen & Jim Miller | Dave Polsky                          | 4 januari 2014         |
| 74  | 9   | Pinkie Apple                                | Pinkie Apple Pie                 | Jayson Thiessen & Jim Miller | Natasha Levinger                     | 11 januari 2014        |
| 75  | 10  | Rainbow Dash kan niet kiezen                | Rainbow Falls                    | Jayson Thiessen & Jim Miller | Corey Powell                         | 18 januari 2014        |
| 76  | 11  | Hoe meer zielen hoe meer vreugd             | Three's a Crowd                  | Jayson Thiessen & Jim Miller | Meghan McCarthy & Ed Valentine       | 25 januari 2014        |
| 77  | 12  | Pinkies trots                               | Pinkie Pride                     | Jayson Thiessen & Jim Miller | Jayson Thiessen & Amy Keating Rogers | 1 februari 2014        |
| 78  | 13  | Puur natuur                                 | Simple Ways                      | Jayson Thiessen & Jim Miller | Josh Haber                           | 8 februari 2014        |
| 79  | 14  | Achter de schermen                          | Filli Vanilli                    | Jayson Thiessen & Jim Miller | Amy Keating Rogers                   | 15 februari 2014       |
| 80  | 15  | Twilight tijd                               | Twilight Time                    | Jayson Thiessen & Jim Miller | Dave Polsky                          | 22 februari 2014       |
| 81  | 16  | Het leven van een Brezzie is niet makkelijk | It Ain't Easy Being Breezies     | Jayson Thiessen & Jim Miller | Natasha Levinger                     | 1 maart 2014           |
| 82  | 17  | Een beschermpony                            | Somepony to Watch Over Me        | Jayson Thiessen & Jim Miller | Scott Sonneborn                      | 8 maart 2014           |
| 83  | 18  | Maud Pie                                    | Maud Pie                         | Jayson Thiessen & Jim Miller | Noelle Benvenuti                     | 15 maart 2014          |
| 84  | 19  | Wraak is zelden zoet                        | For Whom the Sweetie Belle Toils | Jayson Thiessen & Jim Miller | Dave Polsky                          | 22 maart 2014          |
| 85  | 20  | Hoop doet leven                             | Leap of Faith                    | Jayson Thiessen & Jim Miller | Josh Haber                           | 29 maart 2014          |
| 86  | 21  | Test, test 1, 2, 3                          | Testing Testing 1, 2, 3          | Jayson Thiessen & Jim Miller | Amy Keating Rogers                   | 5 april 2014           |
| 87  | 22  | Van ruilen komt huilen!                     | Trade Ya!                        | Jayson Thiessen & Jim Miller | Scott Sonneborn                      | 19 april 2014          |
| 88  | 23  | Inspiratie manifestatie                     | Inspiration Manifestation        | Jayson Thiessen & Jim Miller | Corey Powell en Meghan McCarthy      | 26 april 2014          |
| 89  | 24  | De Equestria Spelen                         | Equestria Games                  | Jayson Thiessen & Jim Miller | Dave Polsky                          | 3 mei 2014             |
| 90  | 25  | Het koninkrijk van Twilight - deel 1        | Twilight's Kingdom - Part 1      | Jayson Thiessen & Jim Miller | Meghan McCarthy                      | 10 mei 2014            |
| 91  | 26  | Het koninkrijk van Twilight - deel 2        | Twilight's Kingdom - Part 2      | Jayson Thiessen & Jim Miller | Meghan McCarthy                      | 10 mei 2014            |

## Seizoen 5 (2015)
| Nr. | Nr. | Nederlandstalige afleveringstitel   | Originele afleveringstitel          | Regie                        | Schrijver(s) | Originele uitzenddatum |
| --- | --- | ----------------------------------- | ----------------------------------- | ---------------------------- | --- | ---------------------- |
| 92  | 1   | De Cutie-kaart, deel 1              | The Cutie Map, part 1               | Jayson Thiessen & Jim Miller | Meghan McCarthy (geschiedenis) Scott Sonneborn e M.A. Larson (teleplay)                                               | 4 april 2015           |
| 93  | 2   | De Cutie-kaart, deel 2              | The Cutie Map, part 2               | Jayson Thiessen & Jim Miller | Meghan McCarthy (geschiedenis) Scott Sonneborn & M.A. Larson (teleplay)                                               | 4 april 2015           |
| 94  | 3   | Oost west, kasteel best             | Castle Sweet Castle                 | Jim Miller                   | Joanna Lewis & Kristine Songco                                                                                        | 11 april 2015          |
| 95  | 4   | Bloom en doem                       | Bloom & Gloom                       | Jim Miller                   | Josh Haber | 18 april 2015          |
| 96  | 5   | Tank moet bijtanken                 | Tanks for the Memories              | Jim Miller                   | Cindy Morrow | 25 april 2015          |
| 97  | 6   | De grootste schurk van Appleoosa    | Appleoosa's Most Wanted             | Jim Miller                   | Dave Polsky | 2 mei 2015             |
| 98  | 7   | Vriend of Vijand                    | Make New Friends But Keep Discord   | Jim Miller                   | Natasha Levinger | 16 mei 2015            |
| 99  | 8   | De verloren schat van Griffioenstad | The Lost Treasure of Griffonstone   | Jim Miller                   | Amy Keating Rogers | 23 mei 2015            |
| 100 | 9   | Een dagje Ponyville                 | Slice of Life                       | Jim Miller                   | M. A. Larson | 13 juni 2015           |
| 101 | 10  | Prinses Spike                       | Princess Spike                      | Jim Miller                   | Jayson Thiessen & Jim Miller (geschiedenis) Neal Dusedau (teleplay)                                                   | 20 juni 2015           |
| 102 | 11  | Feestbeesten                        | Party Pooped                        | Jim Miller                   | Jayson Thiessen & Jim Miller (geschiedenis) Nick Confalone (teleplay)                                                 | 27 juni 2015           |
| 103 | 12  | Vriendinnen voor altijd             | Amending Fences                     | Jim Miller                   | M. A. Larson | 4 juli 2015            |
| 104 | 13  | Nachtmerrie in Ponyville            | Do Princesses Dream of Magic Sheep? | Jim Miller                   | Jayson Thiessen & Jim Miller (geschiedenis) Scott Sonneborn (teleplay)                                                | 11 juli 2015           |
| 105 | 14  | De boetiek in Canterlot             | Canterlot Boutique                  | Denny Lu                     | Amy Keating Rogers | 12 september 2015      |
| 106 | 15  | Detective Rarity                    | Rarity Investigates!                | Denny Lu                     | Meghan McCarthy, M.A. Larson, Joanna Lewis & Kristine Songco (geschiedenis) Joanna Lewis & Kristine Songco (teleplay) | 19 september 2015      |
| 107 | 16  | Missie in Manenhattan               | Made in Manehattan                  | Denny Lu                     | Noelle Benvenuti | 26 september 2015      |
| 108 | 17  | De Bangmaker                        | Brotherhooves Social                | Denny Lu                     | Dave Polsky | 3 oktober 2015         |
| 109 | 18  | De drie Cutie Marketiers            | Crusaders of the Lost Mark          | Denny Lu                     | Amy Keating Rogers | 10 oktober 2015        |
| 110 | 19  | Pinkies grote geheim                | The One Where Pinkie Pie Knows      | Denny Lu                     | Gillian M. Berrow | 17 oktober 2015        |
| 111 | 20  | Het Hartenfeest                     | Hearthbreakers                      | Denny Lu                     | Nick Confalone | 24 oktober 2015        |
| 112 | 21  | De zussenwedstrijd                  | Scare Master                        | Denny Lu                     | Natasha Levinger | 31 oktober 2015        |
| 113 | 22  | Die malle Discord                   | What About Discord?                 | Denny Lu                     | Neal Dusedau | 7 november 2015        |
| 114 | 23  | De Hoefstra's en de Van Brokkels    | The Hooffields and McColts          | Denny Lu                     | Joanna Lewis & Kristine Songco                                                                                        | 14 november 2015       |
| 115 | 24  | De superster                        | The Mane Attraction                 | Denny Lu                     | Amy Keating Rogers | 21 november 2015       |
| 116 | 25  | De tijdreizigers, deel 1            | The Cutie Re-Mark, part 1           | Denny Lu                     | Josh Haber | 28 november 2015       |
| 117 | 26  | De tijdreizigers, deel 2            | The Cutie Re-Mark, part 2           | Denny Lu                     | Josh Haber | 28 november 2015       |

## Seizoen 6 (2016)
| Nr. | Nr. | Nederlandstalige afleveringstitel  | Originele afleveringstitel      | Regie                | Schrijver(s)                                                                                                | Originele uitzenddatum                                                   |
| --- | --- | ---------------------------------- | ------------------------------- | -------------------- | --- | ------------------------------------------------------------------------ |
| 118 | 1   | Het kristalfeest, deel 1           | The Crystalling, part 1         | Denny Lu & Tim Stuby | Josh Haber                                                                                                  | 26 maart 2016                                                            |
| 119 | 2   | Het kristalfeest, deel 2           | The Crystalling, part 2         | Denny Lu & Tim Stuby | Josh Haber                                                                                                  | 26 maart 2016                                                            |
| 120 | 3   | Het geschenk van Maud Pie          | The Gift of the Maud Pie        | Denny Lu & Tim Stuby | Josh Haber, Michael P. Fox & Wil Fox (geschiedenis) Michael P. Fox & Wil Fox (teleplay)                     | 2 april 2016                                                             |
| 121 | 4   | De solo club                       | On Your Marks                   | Denny Lu & Tim Stuby | Dave Polsky (geschiedenis) Dave Polsky & Josh Haber (teleplay)                                              | 9 april 2016                                                             |
| 122 | 5   | De drakenvuurproef                 | Gauntlet of Fire                | Denny Lu & Tim Stuby | Joanna Lewis & Kristine Songco                                                                              | 16 april 2016                                                            |
| 123 | 6   | Een tweede kans                    | No Second Prances               | Denny Lu & Tim Stuby | Nick Confalone                                                                                              | 30 april 2016                                                            |
| 124 | 7   | Rainbow Crash                      | Newbie Dash                     | Denny Lu & Tim Stuby | Dave Polsky & Dave Rapp (geschiedenis) Dave Rapp (teleplay)                                                 | 7 mei 2016                                                               |
| 125 | 8   | Een Harten"feest"verhaal           | A Hearth's Warming Tail         | Denny Lu & Tim Stuby | Michael Vogel                                                                                               | 14 mei 2016                                                              |
| 126 | 9   | Van interviews tot recensie        | The Saddle Row Review           | Denny Lu & Tim Stuby | Nick Confalone                                                                                              | 21 mei 2016                                                              |
| 127 | 10  | Applejacks vrije dag               | Applejack's "Day" Off           | Denny Lu & Tim Stuby | Neal Dusedau, Michael P. Fox & Wil Fox (geschiedenis) Michael P. Fox & Wil Fox (teleplay)                   | 28 mei 2016                                                              |
| 128 | 11  | Flutterzus                         | Flutter Brutter                 | Denny Lu & Tim Stuby | Meghan McCarthy (geschiedenis) Dave Rapp (teleplay)                                                         | 4 juni 2016                                                              |
| 129 | 12  | Graag een beetje pittig            | Spice Up Your Life              | Denny Lu & Tim Stuby | Michael Vogel                                                                                               | 11 juni 2016                                                             |
| 130 | 13  | Een niet te geloven verhaal        | Stranger Than Fan Fiction       | Denny Lu & Tim Stuby | Josh Haber & Michael Vogel                                                                                  | 30 juli 2016                                                             |
| 131 | 14  | De karrenrace                      | The Cart Before the Ponies      | Denny Lu & Tim Stuby | Ed Valentine & Michael Vogel (geschiedenis) Ed Valentine (teleplay)                                         | 6 augustus 2016                                                          |
| 132 | 15  | De grappenmaker                    | 28 Pranks Later                 | Denny Lu & Tim Stuby | Meghan McCarthy (geschiedenis) F.M. De Marco (teleplay)                                                     | 13 augustus 2016                                                         |
| 133 | 16  | Een bijzondere vriendschap         | The Times They Are a Changeling | Denny Lu & Tim Stuby | Michael Vogel, Kevin Burke & Chris "Doc" Wyatt (geschiedenis) Kevin Burke & Chris "Doc" Wyatt (teleplay)    | 20 augustus 2016                                                         |
| 134 | 17  | Discord de spelbreker              | Dungeons & Discords             | Denny Lu & Tim Stuby | Nick Confalone                                                                                              | 27 augustus 2016                                                         |
| 135 | 18  | De bokbalwedstrijd                 | Buckball Season                 | Denny Lu & Tim Stuby | Jennifer Skelly                                                                                             | 3 september 2016                                                         |
| 136 | 19  | Een nieuw lid voor de club         | The Fault in Our Cutie Marks    | Denny Lu & Tim Stuby | Josh Haber & Meghan McCarthy (geschiedenis) Ed Valentine (teleplay)                                         | 7 september 2016                                                         |
| 137 | 20  | Leve Las Pegasus                   | Viva Las Pegasus                | Denny Lu & Tim Stuby | Michael Vogel, Kevin Burke & Chris "Doc" Wyatt (geschiedenis) Kevin Burke & Chris "Doc" Wyatt (teleplay)    | 17 september 2016                                                        |
| 138 | 21  | Vriendschaplessen                  | Every Little Thing She Does     | Denny Lu & Tim Stuby | Michael Vogel                                                                                               | 24 september 2016                                                        |
| 139 | 22  | Vanuit verschillende visies        | P.P.O.V. (Pony Point of View)   | Denny Lu & Tim Stuby | Kevin Burke, Chris "Doc" Wyatt, Michael P. Fox & Wil Fox (geschiedenis) Michael P. Fox & Wil Fox (teleplay) | 1 oktober 2016                                                           |
| 140 | 23  | Apples vallen niet ver van de boom | Where the Apple Lies            | Denny Lu & Tim Stuby | Meghan McCarthy & Dave Rapp (geschiedenis) Dave Rapp (teleplay)                                             | 8 oktober 2016                                                           |
| 141 | 24  | Hoogvliegers                       | Top Bolt                        | Denny Lu & Tim Stuby | Meghan McCarthy, Joanna Lewis & Kristine Songco (geschiedenis) Joanna Lewis & Kristine Songco (teleplay)    | 10 oktober 2016 (Verenigd Koninkrijk) 15 oktober 2016 (Verenigde Staten) |
| 142 | 25  | Waarheen en weer terug, deel 1     | To Where and Back Again, part 1 | Denny Lu & Tim Stuby | Josh Haber & Michael Vogel                                                                                  | 6 oktober 2016 (Verenigd Koninkrijk) 22 oktober 2016 (Verenigde Staten)  |
| 143 | 26  | Waarheen en weer terug, deel 2     | To Where and Back Again, part 2 | Denny Lu & Tim Stuby | Josh Haber & Michael Vogel                                                                                  | 7 oktober 2016 (Verenigd Koninkrijk) 22 oktober 2016 (Verenigde Staten)  |

## Seizoen 7 (2017)
| Nr. | Nr. | Nederlandstalige afleveringstitel | Originele afleveringstitel        | Regie                 | Schrijver(s)                                                   | Originele uitzenddatum                                           |
| --- | --- | --------------------------------- | --------------------------------- | --------------------- | -------------------------------------------------------------- | ---------------------------------------------------------------- |
| 144 | 1   | Celestia's raad                   | Celestial Advice                  | Denny Lu & Tim Stuby  | Joanna Lewis & Kristine Songco                                 | 15 april 2017                                                    |
| 145 | 2   | Magische vriendinnen              | All Botted Up                     | Denny Lu & Tim Stuby  | Joanna Lewis & Kristine Songco                                 | 15 april 2017                                                    |
| 146 | 3   | De Beste Leukste Tante            | A Flurry of Emotions              | Denny Lu & Tim Stuby  | Sammie Crowley & Whitney Wetta                                 | 22 april 2017                                                    |
| 147 | 4   | Rotsvaste vriendschap             | Rock Solid Friendship             | Denny Lu & Tim Stuby  | Nick Confalone                                                 | 29 april 2017                                                    |
| 148 | 5   | Flutter-flink                     | Fluttershy Leans In               | Denny Lu & Tim Stuby  | Gillian M. Berrow                                              | 30 april 2017 (Canada) 6 mei 2017 (Verenigde Staten)             |
| 149 | 6   | Voor altijd een veulen            | Forever Filly                     | Denny Lu & Tim Stuby  | Michael P. Fox & Wil Fox                                       | 6 mei 2017 (Canada) 13 mei 2017 (Verenigde Staten)               |
| 150 | 7   | De allerbeste ouders              | Parental Glideance                | Denny Lu & Tim Stuby  | Josh Hamilton                                                  | 7 mei 2017 (Canada) 20 mei 2017 (Verenigde Staten)               |
| 151 | 8   | Big Mac is verliefd               | Hard to Say Anything              | Denny Lu & Mike Myhre | Becky Wangberg                                                 | 13 mei 2017 (Canada) 27 mei 2017 (Verenigde Staten)              |
| 152 | 9   | Eerlijke Applejack                | Honest Apple                      | Denny Lu & Mike Myhre | Kevin Lappin                                                   | 14 mei 2017 (Canada) 3 juni 2017 (Verenigde Staten)              |
| 153 | 10  | Een koninklijk probleem           | A Royal Problem                   | Denny Lu & Mike Myhre | Joanna Lewis & Kristine Songco                                 | 20 mei 2017(Canada) 10 juni 2017 (Verenigde Staten)              |
| 154 | 11  | Op vriendschapsmissie bij de Yaks | Not Asking for Trouble            | Denny Lu & Mike Myhre | May Chan                                                       | 21 mei 2017 (Canada) 17 juni 2018 (Verenigde Staten)             |
| 155 | 12  | Chaotische harmonie               | Discordant Harmony                | Denny Lu & Mike Myhre | Michael P. Fox & Wil Fox                                       | 20 juni 2017 (Australië) 5 augustus 2017 (Verenigde Staten)      |
| 156 | 13  | Van Apples en Paeren              | 'The Perfect Pear'                | Denny Lu & Mike Myhre | Joanna Lewis & Kristine Songco                                 | 21 juni 2017 (Australië) 5 augustus 2017 (Verenigde Staten)      |
| 157 | 14  | Het vriendschapsdagboek           | Fame and Misfortune               | Denny Lu & Mike Myhre | Mitchell Larson                                                | 12 augustus 2017                                                 |
| 158 | 15  | Hoog bezoek                       | Triple Threat                     | Denny Lu & Mike Myhre | Josh Hamilton                                                  | 19 augustus 2017                                                 |
| 159 | 16  | Kampvuurverhalen                  | Campfire Tales                    | Denny Lu & Mike Myhre | Barry Safchik & Michael Platt                                  | 26 augustus 2017                                                 |
| 160 | 17  | Wisseling van de wisselwacht      | To Change a Changeling            | Denny Lu & Mike Myhre | Kevin Lappin                                                   | 2 september 2017                                                 |
| 161 | 18  | Dag Daring Do                     | Daring Done?                      | Denny Lu & Mike Myhre | Gillian M. Berrow                                              | 3 september 2017 (YouTube) 9 september 2017 (TV)                 |
| 162 | 19  | De mooiste manen van Equestria    | It Isn't the Mane Thing About You | Denny Lu & Mike Myhre | Josh Haber                                                     | 16 september 2017                                                |
| 163 | 20  | De moeraskoorts                   | A Health of Information           | Denny Lu & Mike Myhre | Sammie Crowley & Whitney Wetta                                 | 18 september 2017 (Rusland) 23 september 2017 (Verenigde Staten) |
| 164 | 21  | Het Cutie Mark Kamp               | Marks and Recreation              | Denny Lu & Mike Myhre | May Chan                                                       | 30 september 2017                                                |
| 165 | 22  | Familievakantie                   | Once Upon a Zeppelin              | Denny Lu & Mike Myhre | Brittany Jo Flores                                             | 7 oktober 2017                                                   |
| 166 | 23  | Taarten en geheimen               | Secrets and Pies                  | Denny Lu & Mike Myhre | Josh Hamilton                                                  | 14 oktober 2017                                                  |
| 167 | 24  | Oude vrienden                     | Uncommon Bond                     | Denny Lu & Mike Myhre | Josh Haber & Kevin Lappin                                      | 15 oktober 2017 (Canada) 21 oktober 2017 (Verenigde Staten)      |
| 168 | 25  | Schaduwspel, deel 1               | Shadow Play, part 1               | Denny Lu & Mike Myhre | Josh Haber (geschiedenis) Josh Haber & Nicole Dubuc (teleplay) | 21 oktober 2017 (Canada) 28 oktober 2017 (Verenigde Staten)      |
| 169 | 26  | Schaduwspel, deel 2               | Shadow Play, part 2               | Denny Lu & Mike Myhre | Josh Haber (geschiedenis) Josh Haber & Nicole Dubuc (teleplay) | 22 oktober 2017 (Canada) 28 oktober 2017 (Verenigde Staten)      |

## My Little Pony: De film (2017)
| Nederlandstalige afleveringstitel | Originele afleveringstitel | Regie           | Schrijver(s)                                                                                          | Nederlandstalige uitzenddatum                        | Originele uitzenddatum |
| --------------------------------- | -------------------------- | --------------- | --- | ---------------------------------------------------- | ---------------------- |
| My Little Pony: De film           | My Little Pony: The Movie  | Jayson Thiessen | Meghan McCarthy & Joe Ballarini (geschiedenis) Meghan McCarthy, Rita Hsiao & Michael Vogel (scenario) | 11 oktober 2017 (Nederland) 25 oktober 2017 (België) | 6 oktober 2017         |

## Seizoen 8 (2018)
De Nederlandse nasynchronisatie van tv-serie wordt uitgezonden door vtmKzoom sinds begin 4 juni en uiteinden 21 september 2018. Het was uitzenzonden door RTL 8 sinds begin 14 november 2018.
| Nr. | Nr. | Nederlandstalige afleveringstitel | Originele afleveringstitel  | Regie                 | Schrijver(s)                    | Nederlandstalige uitzenddatum | Originele uitzenddatum                                                                             |
| --- | --- | --------------------------------- | --------------------------- | --------------------- | ------------------------------- | ----------------------------- | -------------------------------------------------------------------------------------------------- |
| 170 | 1   | School van vriendschap, deel 1    | School Daze, part 1         | Denny Lu & Mike Myhre | Michael Vogel & Nicole Dubuc    | 4 juni 2018                   | 24 maart 2018                                                                                      |
| 171 | 2   | School van vriendschap, deel 2    | School Daze, part 2         | Denny Lu & Mike Myhre | Michael Vogel & Nicole Dubuc    | 5 juni 2018                   | 24 maart 2018                                                                                      |
| 172 | 3   | Het Maud paartje                  | The Maud Couple             | Denny Lu & Mike Myhre | Nick Confalone                  | 6 juni 2018                   | 31 maart 2018                                                                                      |
| 173 | 4   | Bluf je erdoorheen                | Fake It Til You Make It     | Denny Lu & Mike Myhre | Josh Hamilton                   | 7 juni 2018                   | 7 april 2018                                                                                       |
| 174 | 5   | Doldwaze grootjes                 | Grannies Gone Wild          | Denny Lu & Mike Myhre | Gillian M. Berrow               | 8 juni 2018                   | 14 april 2018                                                                                      |
| 175 | 6   | Hier en/of Daar                   | Surf and/or Turf            | Denny Lu & Mike Myhre | Brian Hohlfeld                  | 11 juli 2018                  | 21 april 2018                                                                                      |
| 176 | 7   | Drama!                            | Horse Play                  | Denny Lu & Mike Myhre | Kaita Mpambra                   | 12 juli 2018                  | 28 april 2018                                                                                      |
| 177 | 8   | Terug naar huis                   | The Parent Map              | Denny Lu & Mike Myhre | Dave Rapp                       | 13 juli 2018                  | 5 mei 2018                                                                                         |
| 178 | 9   | De excursie                       | Non-Compete Clause          | Denny Lu & Mike Myhre | Kim Beyer-Johnson               | 14 juli 2018                  | 12 mei 2018                                                                                        |
| 179 | 10  | Een uitgemaakte zaak              | The Break Up Breakdown      | Denny Lu & Mike Myhre | Nick Confalone                  | 15 juli 2018                  | 16 mei 2018 (Finland) 19 mei 2018 (Verenigde Staten)                                               |
| 180 | 11  | Spike de schuier                  | Molt Down                   | Denny Lu & Mike Myhre | Josh Haber                      | 18 juli 2018                  | 16 mei 2018 (Finland) 26 mei 2018 (Verenigde Staten)                                               |
| 181 | 12  | Bij de bijles blijven!            | Marks for Effort            | Denny Lu & Mike Myhre | Nicole Dubuc                    | 19 juli 2018                  | 16 mei 2018 (Finland) 2 juni 2018 (Verenigde Staten)                                               |
| 182 | 13  | De Kwaadwillige Zes               | The Mean 6                  | Denny Lu & Mike Myhre | Michael Vogel                   | 20 juli 2018                  | 16 mei 2018 (Finland) 6 juni 2018 (Verenigd Koninkrijk) 9 juni 2018 (Verenigde Staten)             |
| 183 | 14  | TBA                               | A Matter of Principals      | Denny Lu & Mike Myhre | Nicole Dubuc                    | 20 september 2018             | 29 juli 2018 (Australië) 4 augustus 2018 (Verenigde Staten)                                        |
| 184 | 15  | TBA                               | The Hearth's Warming Club   | Denny Lu & Mike Myhre | Brian Hohlfeld                  | 21 september 2018             | 4 augustus 2018                                                                                    |
| 185 | 16  | TBA                               | Friendship University       | Denny Lu & Mike Myhre | Chris "Doc" Wyatt & Kevin Burke | 21 september 2018             | 5 augustus 2018 (Australië) 11 augustus 2018 (Verenigde Staten)                                    |
| 186 | 17  | TBA                               | The End in Friend           | Denny Lu & Mike Myhre | Gillian M. Berrow               | 14 november 2018              | 11 augustus 2018 (Australië) 18 augustus 2018 (Verenigde Staten)                                   |
| 187 | 18  | TBA                               | Yakity-Sax                  | Denny Lu & Mike Myhre | Michael P. Fox & Wil Fox        | 15 november 2018              | 12 augustus 2018 (Australië) 20 juli 2018 (Summer Surprises) 25 augustus 2018 ()                   |
| 188 | 19  | TBA                               | On the Road to Friendship   | Denny Lu & Mike Myhre | Josh Haber                      | 16 november 2018              | 15 augustus 2018 (Frankrijk) 18 augustus 2018 (Australië) 1 september 2018 (Verenigde Staten)      |
| 189 | 20  | TBA                               | The Washouts                | Denny Lu & Mike Myhre | Nick Confalone                  | 17 november 2018              | 15 augustus 2018 (Frankrijk) 19 augustus 2018 (Australië) 8 september 2018 (Verenigde Staten)      |
| 190 | 21  | TBA                               | A Rockhoof and a Hard Place | Denny Lu & Mike Myhre | Kaita Mpambara                  | 24 november 2018              | 25 augustus 2018 (Australië) 15 september 2018 (Verenigde Staten)                                  |
| 191 | 22  | TBA                               | What Lies Beneath           | Denny Lu & Mike Myhre | Michael Vogel                   | 1 december 2018               | 23 augustus 2018 (Pays Nordique) 26 augustus 2018 (Australië) 22 september 2018 (Verenigde Staten) |
| 192 | 23  | TBA                               | Sounds of Silence           | Denny Lu & Mike Myhre | Gregory Bonsignore              | 6 december 2018               | 24 augustus 2018 (Pays Nordique) 1 september 2018 (Australië) 29 september 2018 (Verenigde Staten) |
| 193 | 24  | TBA                               | Father Knows Beast          | Denny Lu & Mike Myhre | Josh Haber                      | 7 december 2018               | 27 augustus 2018 (Pays Nordique) 2 september 2018 (Australië) 6 oktober 2018 (Verenigde Staten)    |
| 194 | 25  | TBA                               | School Raze, part 1         | Denny Lu & Mike Myhre | Nicole Dubuc                    | TBA                           | 28 augustus 2018 (Pays Nordique) 8 september 2018 (Australië) 13 oktober 2018 (Verenigde Staten)   |
| 195 | 26  | TBA                               | School Raze, part 2         | Denny Lu & Mike Myhre | Josh Haber                      | TBA                           | 29 augustus 2018 (Pays Nordique) 9 september 2018 (Australië) 13 oktober 2018 (Verenigde Staten)   |

## My Little Pony: Best Gift Ever (2018)
| Nr. | Originele afleveringstitel     | Regie                             | Schrijver(s)  | Originele uitzenddatum |
| --- | ------------------------------ | --------------------------------- | ------------- | ---------------------- |
| 1   | My Little Pony: Best Gift Ever | Denny Lu, Jim Miller & Mike Myhre | Michael Vogel | 27 oktober 2018        |